# Ada Coleman

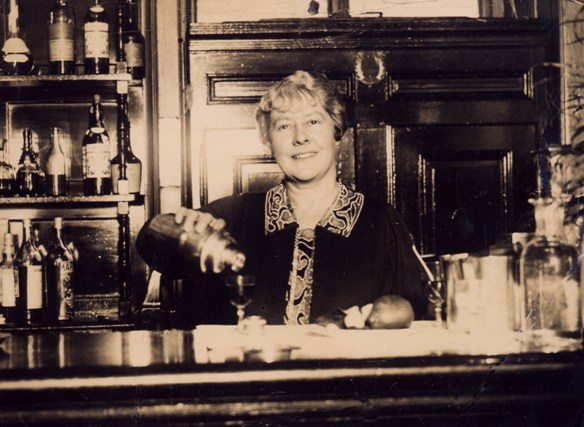
Ada Coleman sirviendo en el Savoy, alrededor de 1920

Ada Coleman (1875-1966) fue jefa de barman en el Hotel Savoy de Londres durante veintitrés años, una de las dos únicas mujeres que ocuparon ese puesto. Mientras trabajaba en el Savoy, inventó el cóctel " Hanky Panky ".

## Biografía
Coleman nació en 1875, hija de un mayordomo del club de golf de Rupert D'Oyly Carte. Cuando tenía veinticuatro años, su padre murió y D'Oyly le ofreció un trabajo en uno de sus hoteles, primero en la floristería y luego en el bar del hotel Claridge. Según un estudio publicado en 1905, en esa época poco menos de la mitad de los camareros de Londres eran mujeres. Las barman, como se las llamaba, solían ser hijas de comerciantes o mecánicos o, ocasionalmente, mujeres jóvenes de las clases que habían sido arrojadas a buscarse sus propios recursos y necesitaban ingresos. Aunque trabajaban muchas horas muchas mujeres veían el trabajo como menos monótono y potencialmente más lucrativo que otras profesiones que estaban disponibles para ellas. Sin embargo, en ese momento se estaban realizando campañas para eliminar a la camarera como profesión para las mujeres, debido a la percepción de que el trabajo era malo para ellas y para la sociedad, física y moralmente. Coleman, a los veinticuatro años, estaba casi en el límite de edad para las camareras de nivel de entrada, ya que muchos bares y pubs especificaron que nadie mayor de 25 necesitaba postularse al trabajo. En una entrevista con el London Express, Coleman recordó que el primer trago mezclado que hizo fue un Manhattan, y que Fisher, el sommelier del Claridge la instruyó sobre cómo hacerlo.

### En el Savoy

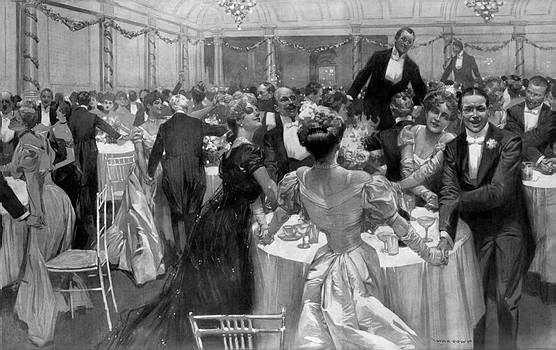
Nochevieja en el Hotel Savoy 1907

En 1903, Coleman fue ascendida a jefa de camareros del American Bar en el Hotel Savoy. Aunque a veces se cita a Coleman como la primera y única jefa de camarera en el Savoy, ya había otra mujer atendiendo el bar, Ruth Burgess, conocida como "Miss B" o "Kitty", que comenzó en 1902. Los periódicos dicen que ambas eran igualmente populares entre los clientes, pero fue Coleman quien fue entrevistada cuando se jubiló y quien más tarde encontró su camino en las historias de cócteles y coctelería de los siglos XX y XXI. Un relato dice que las dos mujeres trabajaron en turnos separados durante veinte años sin hablarse porque Coleman se había negado a darle a Burgess las recetas de sus bebidas populares.
Los bares estadounidenses y los diversos cócteles que servían se habían vuelto populares en Inglaterra a fines del siglo XIX y eran un punto de venta para cualquier establecimiento que los tuviera. Coleman desarrolló rápidamente una reputación de ser una barman talentosa y una anfitriona consumada para la clientela notable y acomodada del Savoy. El conde de Lonsdale escribió que "ella era tan agradable y tan amable y tan llena de vida y energía". Otros clientes que bebieron en el bar de Coleman fueron Mark Twain, Marlene Dietrich, Charlie Chaplin, Diamond Jim Brady y el Príncipe de Gales . "Coley", como la apodaban sus clientes, era una "empresaria" detrás de la barra, según el historiador de cócteles Ted Hughes. "Coley no sólo era ... una mujer en el mundo de los bartenders masculinos", dijo, "fue ella quien hizo famoso al bar".
Amante del teatro musical, también dio fiestas en su casa a las que asistió una multitud diversa.

### El cóctel Hanky Panky

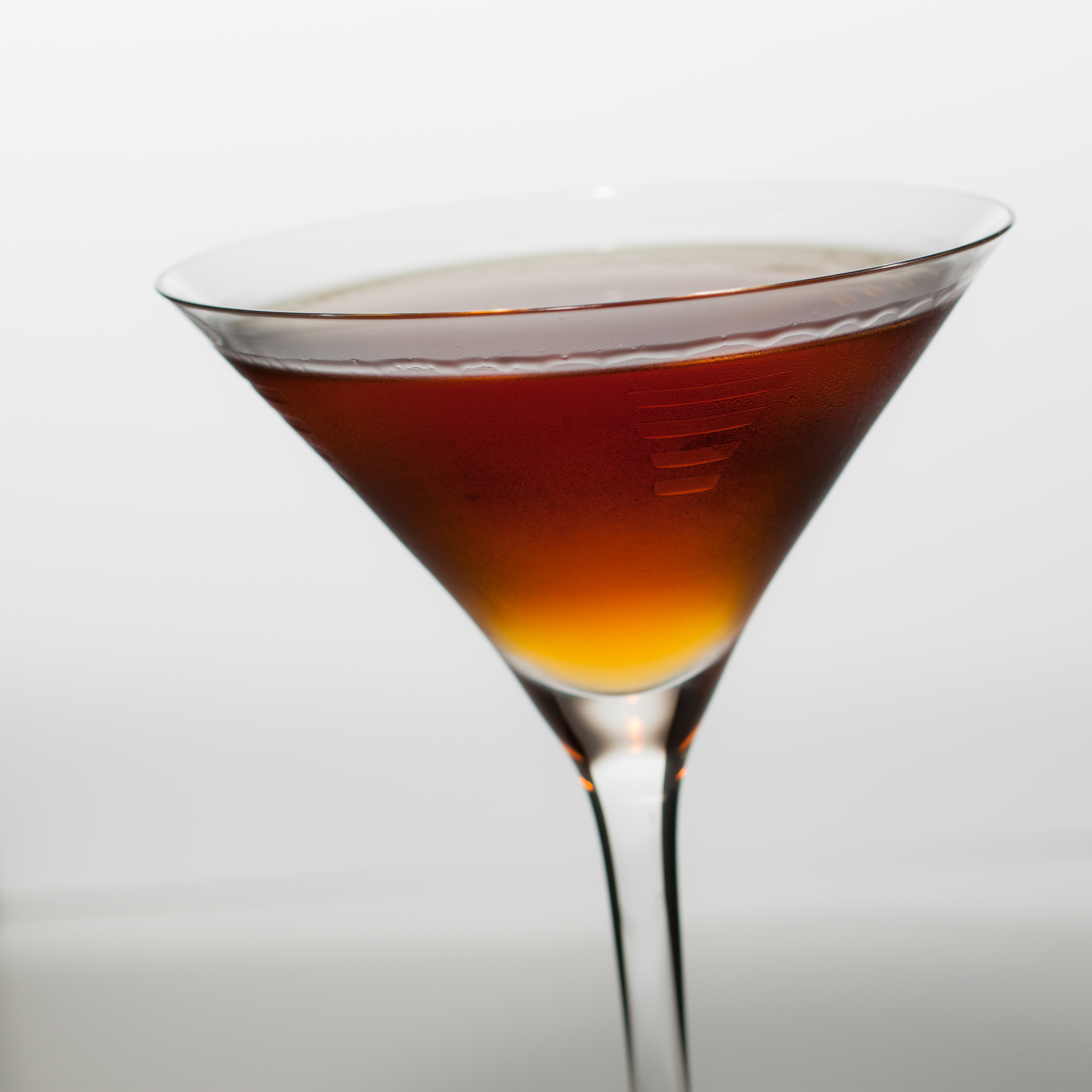
El cóctel Hanky Panky

Coley era conocida como una mixóloga que disfrutaba creando nuevas bebidas. Charles Hawtrey, actor cómico y, según Coley, "uno de los mejores jueces de cócteles que conocía", solía entrar en el bar y decir: "Coley, estoy cansado. Dame algo con un poco de fuerza", recordó Coleman.
El nombre Hanky Panky, que en Inglaterra significaba en ese momento 'magia', o 'brujería' se quedó con la bebida, una combinación de ginebra, vermú y Fernet Branca, que todavía hoy se sirve en el American Bar del Savoy. como se indica en los manuales de cócteles.

### Jubilación
A finales de 1925, el Savoy cerró el American Bar por reformas y anunció el retiro de Coleman y Ruth Burgess. Fueron reemplazadas por el estadounidense naturalizado Harry Craddock, que había trabajado en la barra de servicio durante cinco años mientras las mujeres trabajaban en la barra delantera. Craddock más tarde escribió The Savoy Cocktail Book, que incluía la receta de Coleman para el Hanky Panky.
En febrero de 1926, cinco periódicos de Londres publicaron la historia de la jubilación de Coley como barman. En una entrevista con The London Daily Express, quien la llamó "la camarera más famosa de Inglaterra" y "la reina de los mezcladores de cócteles." Coleman estimó que había atendido a cien mil clientes y servido un millón de bebidas.
Después de que Coleman dejara el bar algunos historiadores de cócteles han dicho que trabajaba en la floristería del hotel. Sin embargo, en 2016, Susan Scott, la archivista del Savoy, dijo que no encontró evidencia de eso. Lo que sí hizo fue trabajar tiempo parcial administrando al personal en el guardarropa de damas en el hotel The Berkeley.
Coleman murió en 1966, a la edad de 91 años.

## Premios y reconocimientos
- En 2018, se abrió un bar de cócteles y un salón llamado Ada's Place en el vecindario Hudson Yards de la ciudad de Nueva York. El nombre es un homenaje a Coleman.[8][16][17]

- En 2016, Liquor.com la incluyó como una de las nueve bármanes más importantes de todos los tiempos, y los bármanes del Savoy todavía hablaban de ella como una 'leyenda icónica'.[18][19]
- El Hanky Panky ahora se sirve en todo el mundo. En 2015, fue incluido por Drinks International como uno de los 50 cócteles más vendidos. En el Savoy, se sirve en dos versiones: la receta original de Coleman junto con una versión mejorada que se envejece en barricas de roble e incluye varios tipos diferentes de vermú y ginebra.